# Хьюз, Ллойд
Ллойд Хьюз (англ. Lloyd Hughes; 21 октября 1897[…], Бисби, Аризона — 6 июня 1958[…], Сан-Гейбриел, Калифорния) — американский актёр немого кино.

## Биография
Ллойд Хьюз родился 21 октября 1897 года в городе Бисби, штат Аризона. Учился в Политехнической школе Лос-Анджелеса. Впервые на экранах появился в 1918 году в фильме «Люби меня» и за 21 год своей карьеры снялся в 96 фильмах, последний раз появившись в 1939 году в ленте «Роман в Редвудс».
30 июня 1921 года женился на актрисе Глории Хоуп, пара прожила вместе 37 лет до самой смерти актёра, у них двое детей: Дональд Рейд (род. 21 октября 1926) и Изабель Франсис (род. 16 апреля 1932).
Ллойд Хьюз скончался 6 июня 1958 года в городе Сан-Гейбриел, штат Калифорния.

## Избранная фильмография

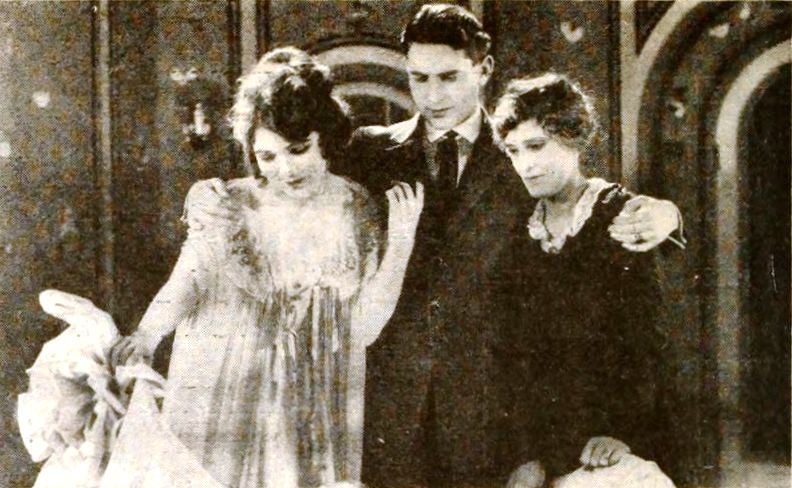
С Бетти Росс Кларк (слева) и Клэр Макдауэлл (справа) в фильме Мать моя

- 1918 — Новые жёны в обмен на старых[англ.] / Old Wives for New — репортёр (в титрах не указан)
- 1918 — Сердце человечества[англ.] / The Heart of Humanity — Джулес Патрициа
- 1919 — Опасные часы[англ.] / Dangerous Hours — Джон Кинг
- 1920 — На глубине[англ.] / Below the Surface — Лютер Флинт
- 1921 — Да здравствует женщина[англ.] / Hail the Woman — Дэвид Бересфорд
- 1921 — Любовь никогда не умирает[англ.] / Love Never Dies — Джон Тротт
- 1922 — Тэсс из Страны бурь[англ.] / Tess of the Storm Country — Фредерик Грейвс
- 1924 — Морской ястреб / The Sea Hawk — Лайонел Трессилиан
- 1925 — Затерянный мир / The Lost World — Эд Мэлоун, репортёр
- 1927 — Украденная невеста[англ.] / The Stolen Bride — Франц Плесс
- 1929 — Таинственный остров / The Mysterious Island — Николай Роджет, инженер
- 1929 — Там, где истинный Восток[англ.] (Восток есть Восток) / Where East Is East — Бобби Бейли
- 1930 — Большой мальчик[англ.] / Big Boy — Джек
- 1930 — Моби Дик[англ.] / Moby Dick — Дерек Сили
- 1931 — Обманщик[англ.] / The Deceiver — Тони Хилл
- 1931 — Барабаны опасности[англ.] / The Drums of Jeopardy — принц Николас Петрофф
- 1932 — Чудесный человек[англ.] / The Miracle Man — Роберт Торнтон
- 1935 — Переулок гармонии[англ.] / Harmony Lane — Эндрю Робинсон
- 1937 — Любовники и люгеры[англ.] / Lovers and Luggers — Добенни Каршотт, пианист
- 1937 — Прерванная мелодия[англ.] / The Broken Melody — Джон Эйнсворт